# 葉爾格尼山脈
葉爾格尼山脈是俄羅斯的山脈，由伏爾加格勒州、羅斯托夫州和卡爾梅克共和國負責管轄，是伏爾加高地的南部延伸，山脈全長約350公里，最高點海拔高度222米。